# Princess Anna Vasa Tour
Princess Anna Vasa Tour, do 2021 znany jako Śladami Królewny Anny Wazówny – wieloetapowy wyścig kolarski, rozgrywany w Polsce w okolicy miasta Golub-Dobrzyń. 
Międzynarodowy Wyścig Śladami Królewny Anny Wazówny, którego patronką jest Anna Wazówna, po raz pierwszy odbył się w 2020. Jego organizatorem jest klub kolarski TKK Pacific Toruń, a inicjatorem powstania imprezy był trener toruńskiego klubu Marian Krych. W 2022 wyścig, pod anglojęzyczną nazwą, został włączony do kalendarza UCI z kategorią 2.2.

## Zwycięzcy
Opracowano na podstawie:
| Rok  | Pierwsze                 | Drugie              | Trzecie             |
| ---- | ------------------------ | ------------------- | ------------------- |
| 2020 | Marta Jaskulska          | Karolina Kumięga    | Aurela Nerlo        |
| 2021 | Karolina Karasiewicz     | Aurela Nerlo        | Karolina Kumięga    |
| 2022 | Agnieszka Skalniak-Sójka | Olha Szekel         | Dominika Włodarczyk |
| 2023 | Wałeryja Kononenko       | Dominika Włodarczyk | Olga Zabielinska    |
| 2024 | Lieke Nooijen            | Riejanne Markus     | Carlijn Achtereekte |
| 2025 |                          |                     |                     |